# NAIP
پروتئین شمارهٔ ۱ باکولوویرال حاوی توالی IAP (انگلیسی: Baculoviral IAP repeat-containing protein 1) پروتئینی است که در انسان توسط ژن «NAIP» کُد می‌شود.
این ژن در انسان، بر روی کروموزوم ۵ قرار دارد و عقیده بر آن است که تعدیل‌کنندهٔ «آتروفی عضلانی نخاعی» باشد که در اثر جهش در ژن «SMN1» در همسایگی‌اش رخ می‌دهد.